# Southwest (Minneapolis)
Southwest is een stadsdeel van Minneapolis in de Verenigde Staten. Het heeft 48.076 inwoners (2010). Southwest bestaat uit de wijken:

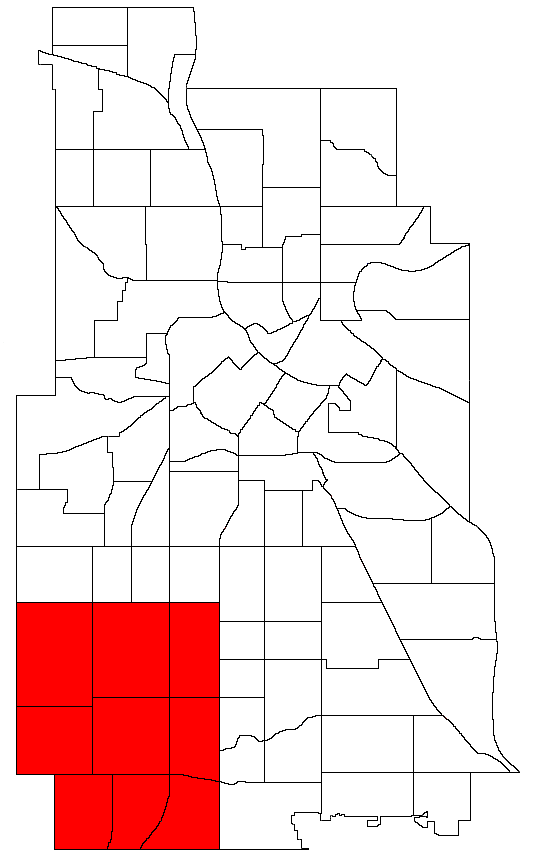
Southwest in Minneapolis

- Linden Hills
- East Harriet
- Kingfield
- Fulton
- Lynnhurst
- Tangletown
- Armatage
- Kenny
- Windom